# Quahog
Quahog (IPA [ˈkwɔːhɒɡ] o [ˈkoʊhɒɡ]) è un'immaginaria cittadina del Rhode Island, nella contea di Providence, dove vivono i personaggi de I Griffin, la serie televisiva ideata da Seth MacFarlane e prodotta dalla Fox Broadcasting Company. Il sindaco della città è stato Adam West fino al 2019, anno della sua scomparsa, seguito dal cugino originario dell'Oregon Wild West. Il codice postale è 00093.

## Storia
Secondo il sindaco, la città fu fondata da Miles Chatterbox Musket "Parla-a-raffica". Era un marinaio della colonia di Rhode Island ma fu gettato in mare dai suoi compagni di viaggio perché "parlava in continuazione". Secondo la leggenda, un'ostrica magica lo salvò dalle acque e lo trascinò a riva dove i due fondarono Quahog. L'ostrica lo lasciò poi perché lui meditava di ucciderla. In un episodio si scopre che in realtà quello di Musket era solo un mito, e in realtà la città venne fondata da un antenato di Peter Griffin, Griffin Peterson, durante il XVII secolo.

## Personaggi e luoghi importanti ed altri edifici
Adam West, che impersonò Batman nell'omonima serie televisiva degli anni sessanta, è il sindaco di Quahog. Adam West in persona doppia il personaggio in inglese. Le celebrità locali sono Tom Tucker e Diane Simmons, annunciatori di Channel Five news.

### Luoghi di svago
- L'Ostrica ubriaca è un pub dove i protagonisti passano le loro serate;
- Il Madeleine's Boutique, un negozio di abbigliamento femminile;
- Per gli amanti delle quattroruote c'è CarZone, un negozio che vende accessori per automobili.

### Architettura civile
Quahog ovviamente ha un municipio, una stazione di polizia, un tribunale, una chiesa ed è presente un liceo chiamato "James Woods High".
È presente un quartiere chiamato "Asiantown" (parodia di Chinatown) abitato da immigrati dell'Asia orientale.

### Trasporti
A Quahog è in servizio un sistema di autobus ed uno di taxi.
È presente una stazione ferroviaria, la quale cambia fisionomia in ogni sua apparizione (al momento 6).
Quahog è dotata di un aeroporto internazionale che condivide con la città di Providence, infatti nelle prime stagioni viene chiamato Providence Airport, mentre nelle più recenti viene considerato come aeroporto di Quahog.

## Possibili collocazioni reali
Da svariati indizi si desume che Quahog sia la versione animata di Providence o di qualche città nei suoi paraggi. Spooner Street 31 (l'indirizzo dei Griffin) è un indirizzo realmente esistente nella città di Providence.

### L'Ostrica Ubriaca

L'Ostrica Ubriaca

Il bar è la meta preferita di Peter, Quagmire, Cleveland, Joe e Brian, è molto simile alla taverna di Boe dei Simpson. I primi tre vi passano le loro serate a bere fin dagli anni settanta. Il proprietario si chiama Horace che poi venne ucciso e il nuovo proprietario si chiama Jerome.
In seguito ad un uragano il bar viene acquistato da un ricco inglese che lo trasforma in un british pub; in tale occasione i quattro amici cercano in tutti i modi di boicottare il locale ma non ci riescono. Tutto torna alla normalità quando il locale prende fuoco e Lois scopre che ad appiccare le fiamme è stato il nuovo proprietario per riscuotere i soldi dell'assicurazione
Nel film La storia segreta di Stewie Griffin il locale viene danneggiato a causa di un incidente causato da Stewie. Nel videogioco Family Guy Video Game! sono presenti nemici che indossano un costume da ostrica e che, se colpiti, rilasciano birra.
L'ostrica ubriaca è anche teatro dell'involontario eroismo di Peter quando, dopo aver perso la vista, salva il proprietario del locale (che nel frattempo stava andando in fiamme), salvo poi scappare urlando non appena informato dell'incendio.

### Supermercato "Spendi e Spandi"
Questo è il supermarket dove solitamente si reca la famiglia Griffin per fare la spesa. Il market è pieno di stanze misteriose ed irreali come "la stanza del tempo" dov'era caduto Peter nel cercare le tazzine da caffè o il posto strano dov' era finito Chris nel cercare il latte. Si è scoperto che alcune celebrità si nascondono dietro ai prodotti. Il supermercato "Spendi e spandi" è stato anche il luogo dov'è iniziata la cleptomania di Lois nell'episodio Evadere sembra facile, ma....
Nell'episodio "Stagione 12 Episodio 2 (Il mini Peter)" fu scoperto un negozio di abbigliamento chiamato SEARS che nessuno (tranne Peter da piccolo) visita da secoli.

### Tavola calda
A Quahog c'è anche una tavola calda gestita da Cleveland Brown. Molto spesso la tavola calda di Cleveland è stata teatro di dialoghi fra Cleveland ed i suoi amici. Appare per la prima volta nell'episodio A cena con la mafia quando Peter incontra un boss mafioso nella tavola calda di Cleveland e si mette in affari con lui. Probabilmente chiude quando Cleveland si trasferisce in Virginia.

### Farmacia Goldman
Si tratta della Farmacia di Mort Goldman, probabilmente aperta per via del farmacista ipocondriaco. Ci sono moltissimi medicinali ed è la farmacia preferita di Peter e degli altri. Viene saccheggiata più volte nel corso delle serie, forse perché in giro si sa della vulnerabilità del padrone.

### Bowl
Si tratta del bowling dove i personaggi della serie vanno a giocare. Nell'episodio Ambizione cieca, Mort Goldman fa il "pieno" di punti vincendo una partita. Successivamente Glenn Quagmire viene sorpreso a spiare Lois nel bagno delle donne.

### Chiesa di Quahog
Una chiesina piccola, ma accogliente, è il luogo dove Peter, la sua famiglia ed i suoi amici vanno a "pregare". Nell'episodio Soldi dal cielo, Peter, in un flashback, si ubriaca con il vino per la comunione (lo stesso flashback lo si può vedere nell'episodio 15 minuti di vergogna). Nell'episodio Genio ritardato, Peter, approfittando del fatto di essere mentalmente ritardato, avvia una battaglia lanciando a tutti una Bibbia.

### Asilo nido di Quahog
Si tratta dell'asilo nido frequentato da Stewie che appare nell'episodio Alla larga dalle pupe. Qui si innamora della bella Janet che però lo sfruttava per i suoi biscotti. Dotato di parchetto e di sabbia.

### Scuola media Buddy Cianci
Si tratta della Scuola Media in cui furono iscritti Chris Griffin e sua sorella Meg (Megatron). Nelle prime 3 stagioni è Chris a frequentarla, poi va alla scuola superiore. Questa scuola è fermamente ed estremamente razzista e omofoba: infatti si può notare che in un episodio della seconda stagione un insegnante ha sgridato un alunno perché ebreo ed in un altro della quarta stagione si può notare che in un cartello è indicato che è stata annullata una partita perché il quarterback è omosessuale.

### Liceo James Woods
Si tratta della scuola superiore di Quahog. Si chiama così in onore dell'attore James Woods. In un episodio della quarta stagione, Brian, insieme ad una ragazza, vuole rintitolare la scuola in liceo Martin Luther King, ma viene fermato da Peter e James Woods. Viene frequentata da Meg in tutte le stagioni e, da Chris, dalla quarta stagione.

### Municipio
Si tratta della casa del sindaco Adam West ed è il luogo dove avvengono le riunioni. Molto grande, è ornata da piante, veneziane e cancelli con le iniziali dorate.

### Sapori di Sicilia
Un ristorante così alla moda lo si può trovare solo a Quahog, camerieri ben educati, servizio molto accurato ed arredamento lussuoso. L'unico problema sono Peter ed i suoi amici che vanno a rompere l'equilibrio raffinato che alberga nel locale.

### Parco giochi di Quahog
Si tratta del parco giochi residente nella cittadina. Il parchetto preferito di Stewie di cui si dichiara l'assoluto padrone. Arriva perfino a torturare ed uccidere i bambini per evitare che gli "usurpino il trono". Nell'episodio Grasso è bello Stewie lotta contro Bertram per il "Trono". La sua postazione preferita è una struttura ramificata.

## Il nome
Si è pensato che il nome fosse ispirato alla città di Quonochontaug a cui gli abitanti si riferiscono chiamandola Quahog. Tuttavia, è più probabile che sia stato usato questo nome in quanto in inglese sta a designare un tipo di ostrica; un'altra ipotesi potrebbe riferirsi al quahog, un tipo di mollusco presente sulle coste ad est del Nordamerica.